# Музей развития Запада
Музей развития Запада (англ. Western Development Museum) — сеть из четырёх музеев в Саскачеване, Канада, посвящённых истории социально-экономического развития провинции. Имеет филиалы в Мус-Джо, Норт-Баттлфорде, Саскатуне и Йорктоне. Каждый из этих музеев обладает отдельной тематикой: транспорт (с уклоном в железнодорожный и авиатранспорт), сельское хозяйство, экономика и общество, соответственно. Компания входит в Канадскую ассоциацию музеев, Канадскую информационную сеть по наследию, Digital Museums Canada.
Основан 2 апреля 1949 года по указу регионального правительства.

## Галерея

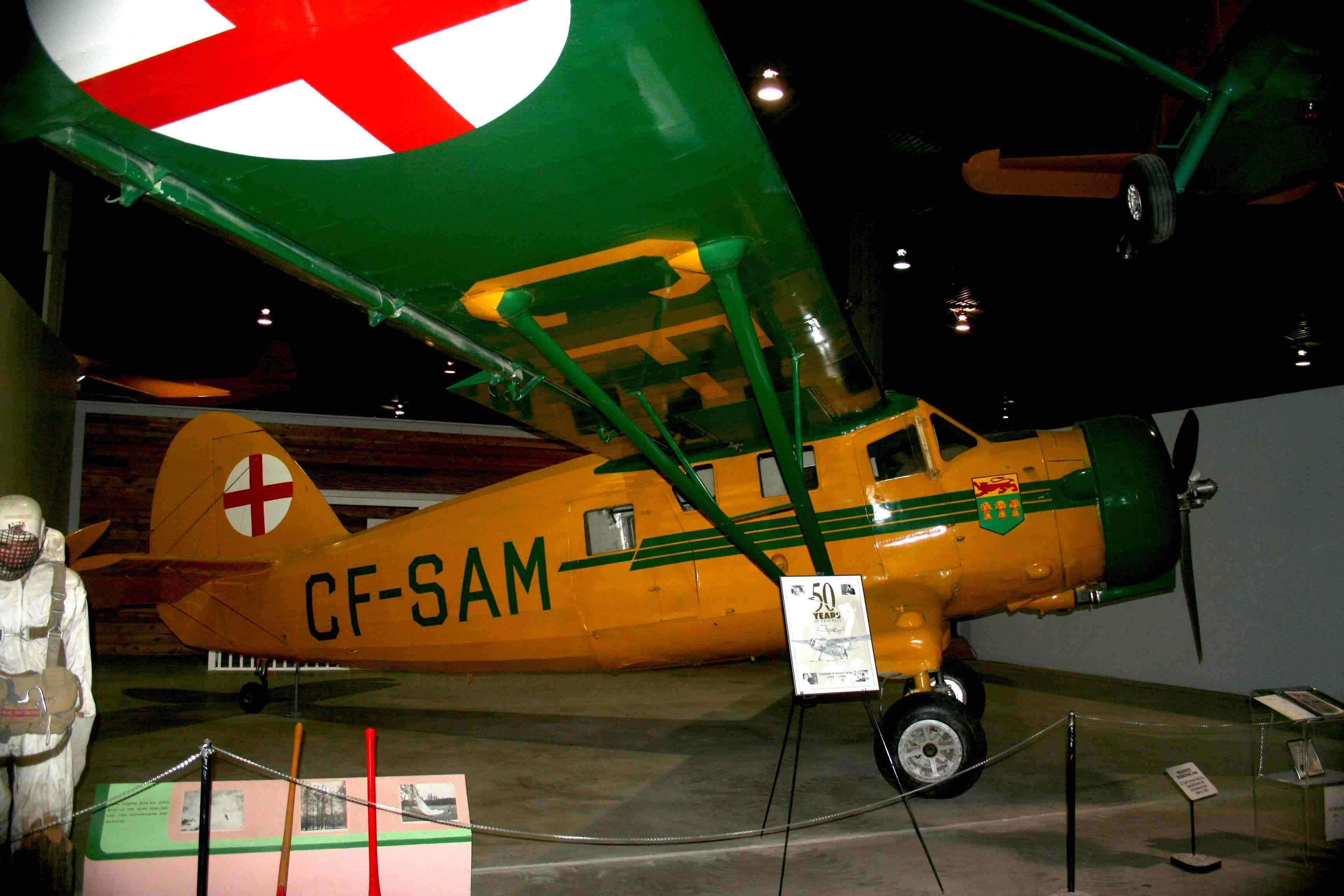
Noorduyn Norseman в Мус-Джо
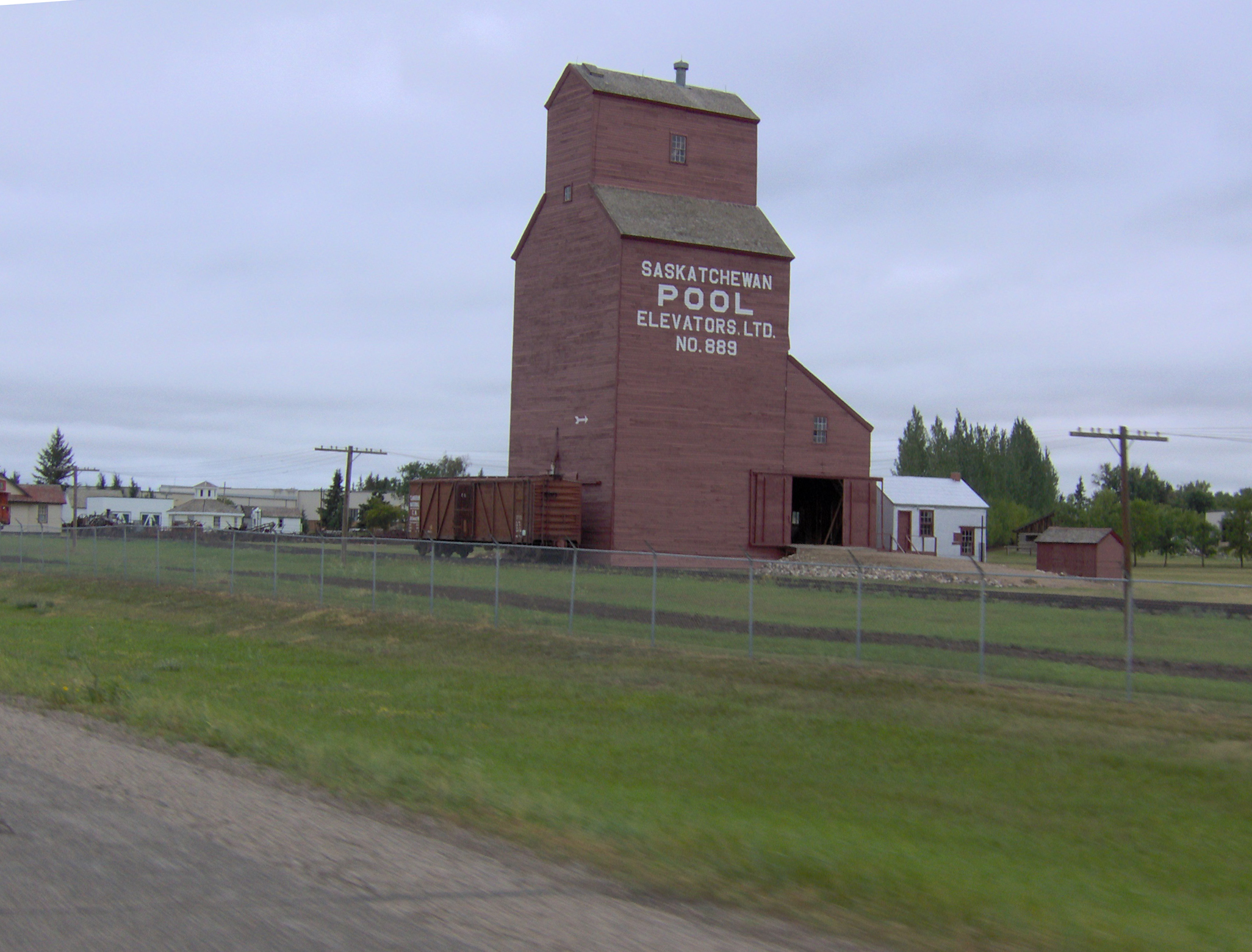
Зерновой элеватор в Норт-Баттлфорде[англ.]
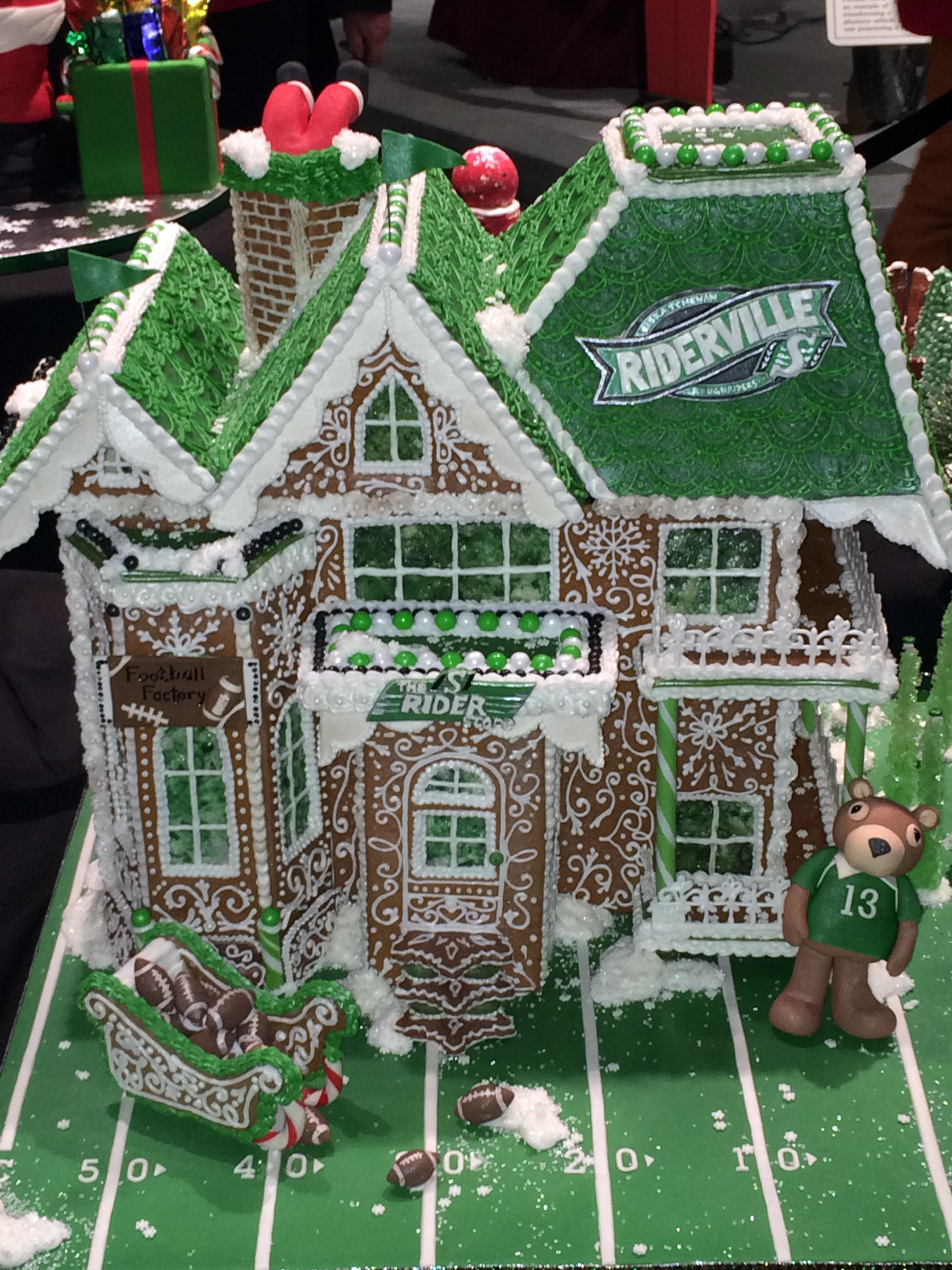
Пряничный домик в Саскатуне
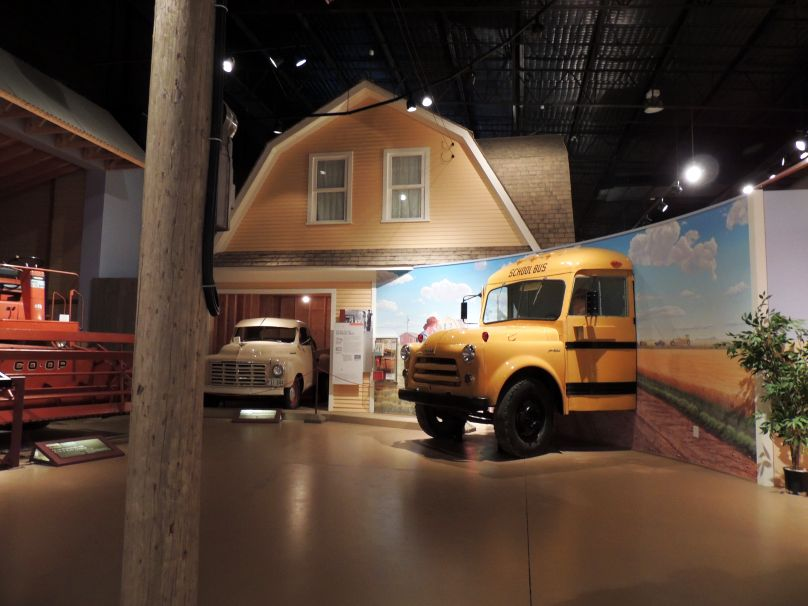
Экспонаты в Саскатуне